# Selsø
Selsø er en herregård ved søen af samme navn på den sjællandske halvø Hornsherred ved Roskilde Fjord. 
Gården nævnes første gang i 1288, da biskop Ingvar af Roskilde ved et brev af 27. juli skænker domprovst Jens Grand sine gårde i Selsø. Gården ligger i Selsø Sogn, Horns Herred, Frederikssund Kommune. Hovedbygningen er opført i 1576 og ombygget i 1728-1734. Selsø / Lindholm godser er på 983,8 hektar. Hovedbygningen har siden 1995 været udskilt fra godset og drives i dag som museum af en fond. 

## Stamhuset Selsø
Stamhuset Selsø blev oprettet i 1753 af Christian Ludvig Scheel-Plessen. Stamhuset bestod af hovedgården Selsø med Eskilsø samt fideikommisgodserne Lindholm og Bognæs. Jordtilliggendet udgjorde 1.601 tdr. land og skovarealet 1.179 tdr. land. Selsø blev nedlagt som stamhus i 1921 som følge af lensafløsningen.[kilde mangler]

## Museum
Hovedbygningen med porttårn, omgivelser og voldgrav blev solgt fra i 1995 til Den Plessenske Selsø Fond, der driver herregården som museum, Herregårdsmuseet Selsø Slot.
Museet åbnede i 1973 som følge af en imponerende indsats fra journalisten og forfatteren Bernhard Linder, der fik lov at forpagte hovedbygningen mod at påbegynde en restaurering af huset.
Grundlaget for museumsdriften bunder i, at huset havde stået tomt fra 1829, hvor det sidste herskab, Agathe von Plessen (født von Qualen), døde. Med næsten halvandet hundrede år i mølpose, undgik Selsø de ellers så udbredte moderniseringer og ombygninger, der var på mode i 1800-tallet, og som har ændret mange herregårde markant. Derfor fremstår Selsø i dag med originale franske papirtapeter fra 1780-1820, med et fungerende køkken med åbent ildsted og mekanisk roterende stegespid og riddersalen fra 1734 er et af Danmarks bedst bevarede barokrum. Den prægtigt marmorerede riddersal har malerier af Hendrik Krock og to franske barokspejle monteret i Paris 1731.

## Filmlokation
Selsø blev brugt som filmlokation til filmen Grev Axel fra 2001 som det fiktive god Læsnæsholm. I 2011 blev det brugt i filmen Talenttyven.
Nogle scener i TV 2's julekalender Pyrus i Alletiders Eventyr fra 2000 er optaget på Selsø.

## Ejere af Selsø slot
- (1288-1300) Jens Grand
- (1300-1472) Roskilde Bispestol
- (1472-1480) Tetz Rosengaard
- (1480-1482) Anders Nielsen (foged)
- (1482-1512) Hans Skinkel (lensmand)
- (1512-1525) Oluf Skinkel (lensmand)
- (1525-1536) Niels Vincentsen Lunge (lensmand)
- (1536-1553) Kronen
- (1553-1556) Herluf Skave (lensmand)
- (1556-1559) Andreas von Barby
- (1559) Hans von Barby
- (1559-1563) Corfitz Ulfeldt
- (1563-1593) Jacob Ulfeldt
- (1593-1616) Mogens Jacobsen Ulfeldt
- (1616-1624) Corfitz Mogensen Ulfeldt / Jacob Mogensen Ulfeldt / Christian Mogensen Ulfeldt / Anne Mogensdatter Ulfeldt
- (1624-1643) Ernst Normand
- (1643-1645) Ingeborg Hansdatter Arenfeldt gift Normand
- (1645-1554) Johan de Wittinghoff
- (1654-1663) Kirstine Ernstsdatter Normand gift von Pentz
- (1663-1669) Joachim Frederik von Pentz
- (1669-1679) Erik Krag
- (1679-1682) Vibeke Rosenkrantz gift Krag
- (1682-1720) Berte Skeel
- (1720-1752) Christian Ludvig von Plessen
- (1752-1785) Christian Ludvig Scheel-Plessen
- (1785-1819) Mogens Christiansen Scheel-Plessen
- (1819-1856) Mogens Joachim Scheel-Plessen
- (1856-1892) Carl Theodor August Scheel-Plessen
- (1892-1915) Carl Gabriel Joachim Wilhelm Carlsen lensgreve Scheel-Plessen
- (1915-1948) Magnus Carl August Wilhelm Otto Carlsen baron von Plessen af Scheel
- (1948-1964) Victor Frederik Carl Carlsen baron von Plessen af Scheel
- (1964-2004) Marina Elisabeth Ursula Victorsdatter baronesse von Plessen af Scheel gift von Malsen-Ponickau
- (1995-) Den Plessenske Selsø Fond (hovedbygning)
- (2004-) Johann Philip Johansen baron von Malsen-Plessen (jorden)